# Rosemarie Küssner
Rosemarie Küssner (* 17. September 1921 als Rosemarie Brandt; † 13. Mai 1994) war eine deutsche Animatorin auf dem Gebiet des Puppentrickfilms. Viele Jahre animierte sie das Sandmännchen für das westdeutsche Fernsehen.

## Leben und Wirken
Rosemarie Küssner wuchs in einer Theaterfamilie auf. Nach der Schulzeit wurde sie zur Sängerin und Tänzerin ausgebildet. In der ersten Hälfte der 1950er-Jahre begann sie am DEFA-Studio für populärwissenschaftliche Filme als Puppenanimatorin zu arbeiten. Unter der Regie von Johannes Hempel war sie an frühen Puppentrick-Produktionen des Studios beteiligt. Zum Filmstab gehörten auch ihr späterer Ehemann Herbert K. Schulz sowie der noch am Beginn seiner filmischen Karriere stehende Filmemacher Günter Rätz.
1955 ging Küssner an das neugegründete DEFA-Studio für Trickfilme in Dresden. Sie wirkte dort sowohl in Filmen von Herbert K. Schulz als auch von Johannes Hempel als Animatorin. Für Spuk im Atelier (1956) trat sie in der Rolle des Fräulein Miller auch selbst vor die Kamera. Der Filmpublizist Volker Petzold wertet Küssners Schaffen bei der DEFA mit den Worten: „(...) ihr Gefühl, jeder Bewegung einen gewünschten Ausdruck zu geben, verstand sie in Einzelphasen umzusetzen. Gekonnt fügte sie die einzelnen Bewegungen zu einem anmutigen Spiel.“
Im Frühjahr 1958 verließ Küssner gemeinsam mit Herbert K. Schulz das Studio. Nach kurzen Stationen bei der DEWAG sowie dem Fernsehen der DDR in Berlin reisten Schulz und Küssner 1960 aus der DDR aus und ließen sich in West-Berlin nieder. Dort gründete Schulz die eigene Produktionsfirma Fernseh-Film-Produktion cinetrick, bei der auch Küssner tätig wurde. Über viele Jahre animierte sie unter anderem das von ihrem Mann entworfene West-Sandmännchen.
Der Nachlass von Rosemarie Küssner und Herbert K. Schulz ist im Deutschen Institut für Animationsfilm in Dresden überliefert. Das Institut würdigte das Künstlerehepaar 2005 mit der Ausstellung Grenzgänger des Trickfilms – Herbert K. Schulz und Rosemarie Küssner.

## Filmografie (Auswahl)
- 1953: Die Streichholzballade (Animation)
- 1954: Till Eulenspiegel und der Bäcker von Braunschweig (Animation)
- 1954: Blinder Alarm (Animation)
- 1955: Ausgang erlaubt (Animation)
- 1955: Till Eulenspiegel als Türmer (Animation)
- 1955: Das vergessene Püppchen (Animation)
- 1956: Des Kaisers neue Kleider (Animation)
- 1956: Spuk im Atelier (Darstellerin)
- 1957: Fips der Störenfried (Animation)
- 1957: Das Zauberfass (Animation)
- 1957: Der Wunderdoktor (Animation)
- 1958: Der Wunderbogen (Animation)